# NGC 2417
NGC 2417 (również PGC 21155) – galaktyka spiralna (Sbc), znajdująca się w gwiazdozbiorze Kila. Odkrył ją John Herschel 8 marca 1836 roku.